# Ula Ryciak
Ula Ryciak (ur. w 1977) – polska pisarka i scenarzystka.

## Życiorys
Ukończyła studia na Wydziale Wiedzy o Teatrze Akademii Teatralnej w Warszawie, Centrum Studiów Latynoamerykańskich (na Uniwersytecie Warszawskim) oraz Wydział Scenariuszowy w Warszawskiej Szkole Filmowej. Studiowała także hunę u mistrzów hawajskich oraz tantrę w Indiach. Opublikowała kilkadziesiąt artykułów ze swoich podróży po świecie (m.in. w „Gazecie Wyborczej”). W 2004 roku opublikowała Clitoris erectus – dziennik podróży po Ameryce Łacińskiej, w 2006 powieść Taniec ptaka, w 2015 biografię Agnieszki Osieckiej Potargana w miłości, w 2018 biografię Nela i Artur. Koncert intymny Rubinsteinów zdobyła w 2019 Nagrodę Literacką dla Autorki „Gryfia”, w 2020 książkę Poławiaczki pereł. Pierwsze Polki na krańcach świata, a w 2021 biografię Kaliny Jędrusik Niemoralna Kalina.